# Perilla
Die Perilla (Perilla frutescens), auch Shiso, Egoma (jap. シソ, 紫蘇), Kkaennip, Perillablätter (kor. 깻잎, [k͈ɛɲɲip]), Sesamblatt oder ungenau Schwarznessel (nicht zu verwechseln mit der häufiger als Schwarznessel bezeichneten Ballota nigra), irreführend auch Wilder Sesam genannt, ist eine Pflanzenart aus der meist als monotypisch angesehenen Gattung Perilla in der Familie der Lippenblütler (Lamiaceae). Ihre Blätter und Samen werden zu Würz- und Heilzwecken genutzt. Diese Pflanzenart gedeiht besonders in sonnigen oder halbschattigen Lagen, kann im Garten problemlos kultiviert werden und hat einen hohen Zierwert.

## Vorkommen
Das ursprüngliche Verbreitungsgebiet dieser Pflanzenart ist nicht bekannt. Als Herkunftsregionen werden Bergketten in Indien und China diskutiert. Heutzutage kommt sie in Ost-, Südost- und Südasien vor. Sie wird verbreitet in Gärten kultiviert und wächst wild auf Brachland. In Nordamerika ist sie ein Neophyt.

## Beschreibung

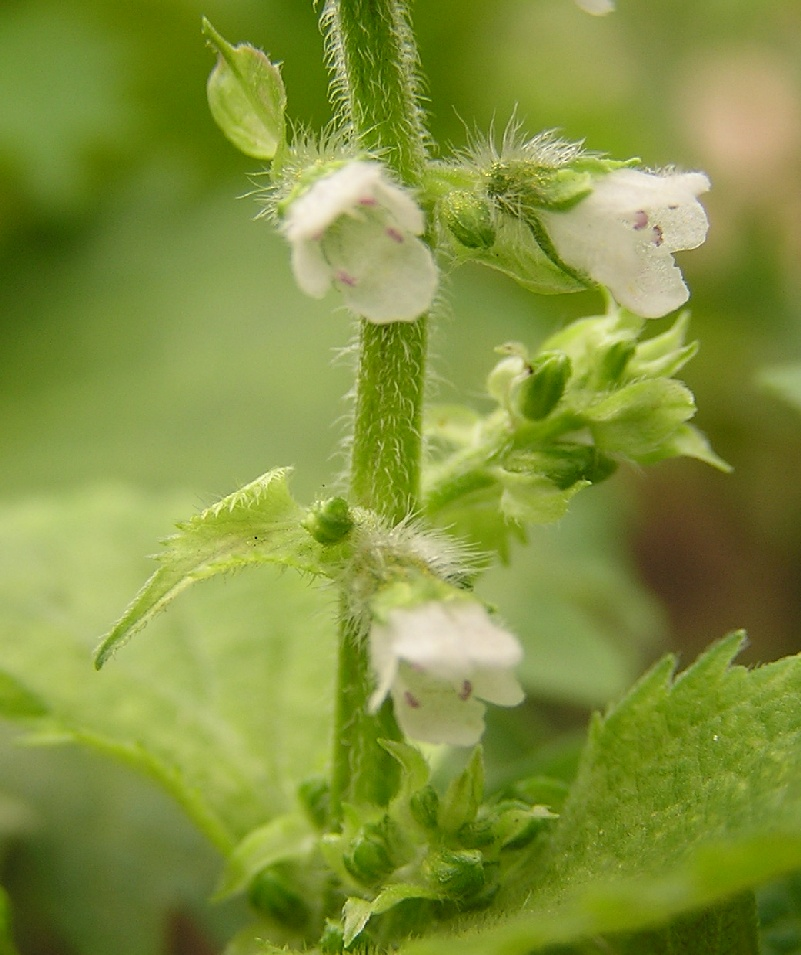
Perilla frutescens, Detail des Blütenstandes mit Verzweigungen in den Knoten

Die einjährigen krautigen Pflanzen erreichen in gemäßigten Klimata meist Wuchshöhen zwischen 30 cm und 60 cm, können aber auch deutlich größer werden. Die Pflanzen sind grün bis dunkelpurpurn und kurz und rau bis zottig behaart. Die kreuzgegenständigen, einfachen, eiförmigen bis rundlichen oder elliptischen und gestielten Laubblätter sind gröber gesägt, gekerbt oder gezähnt und in eine kurze bis lange Spitze ausgezogen. Die Blätter sind unterseits, auf der Nervatur etwas behaart. Die Nervatur ist gefiedert und oberseits reliefartig eingeprägt und unterseits erhaben.
Charakteristisch sind die langen, kurz gestielten, end- und seitenständigen Blütenstände. Deren Scheinquirlen sind zweiblütig, allerdings stehen in den Knoten einseitswendig Seitenzweige mit weiteren, oft gedrängten Blütenwirteln. Der Blütenstand insgesamt ist zottig behaart. Die Tragblätter sind etwa 4 mm lang und breit.
Die zwittrige, zygomorphe, kurz gestielte Blüte ist fünfzählig mit doppelter Blütenhülle. Die fünf, mehr oder weniger haarigen Kelchblätter sind glockenförmig verwachsen. Die Oberlippe des Kelches ist dreilappig, wobei der Mittellappen kleiner ist. Die Unterlippe ist zweilappig. Die Lappen sind lanzettlich. Während der Fruchtreife vergrößert sich der Kelch und schwillt einseitig an.
Die 3 bis 4 mm lange, teils haarige Krone ist weiß bis purpurrot. Ihre Oberlippe ist vorne stumpf bis seicht ausgerandet. Die Unterlippe ist dreilappig, wobei die beiden Seitenlappen etwas kleiner sind und seitlich stehen. Die vier leicht vorstehenden Staubblätter sind ungefähr gleich lang. Der Griffel überragt die Kronröhre nicht.
Es werden kleine, gräuliche bis braune, netzig geaderte und etwa 1,5–3 Millimeter große, rundliche Klausenfrüchte gebildet.
Die Chromosomenzahl beträgt 2n = 40.

## Inhaltsstoffe
Aus den Samen der Pflanze wird Perillaöl gewonnen. Hauptbestandteil des Perillaöls ist Perillaaldehyd. Das synthetisch hergestellte Oxim des Perillaaldehyds wird als Süßstoff Perillartin verwendet. Der Samen hat einen hohen Linolen- und Linolsäuregehalt.
Weitere Inhaltsstoffe von Perilla sind Gerbstoffe (u. a. Rosmarinsäure und Kaffeesäure) sowie verschiedene Flavone (u. a. Luteolin). Die Varietät Purpurascens ist zudem reich an Anthocyanen.

## Verwendung und Wirkung
Das Aroma von Perilla oder Shiso, wie es in Japan genannt wird, ist leicht minzig. Frische und eingelegte Blätter und Samen würzen japanische Gerichte wie Sushi und Tempura. Für Umeboshi sind sie unverzichtbar. Getrocknet sind sie oft Bestandteil der Reiswürzmischung Furikake.
In Korea werden die Blätter (kkaennip 깻잎 [k͈ɛɲɲip]) frisch als Salat gegessen, oder man legt sie in salzig-scharfe Gewürze ein und verwendet sie als Beilage. Das aus den Samen gepresste Öl wird in Ostasien als Speiseöl oder Gewürz verwendet. Des Weiteren werden die gerösteten Samen, die ein nussiges Aroma besitzen, in der chinesischen Küche zum Füllen von Fladen und Mantou verwendet.
Der rote (Varietät Purpurascens) und grüne Shiso (Varietät Crispa) haben zum Teil deutliche Geschmacksunterschiede. Der rote Shiso hat eine deutliche Anis- und Minznote, wogegen der grüne Shiso mehr nach Zitrone schmeckt. Beim Welken bei längerem Marinieren entwickelt grüner Shiso ein zimtähnliches Aroma.
Der Absud des Krauts wirkt krampflösend, abführend und schleimlösend sowie gegen Übelkeit und Erkältungen. Das Öl wird vor allem als Arznei geschätzt. Da es zu den trocknenden Ölen gehört, wird es auch ähnlich wie Leinöl in der Technik eingesetzt.

## Systematik

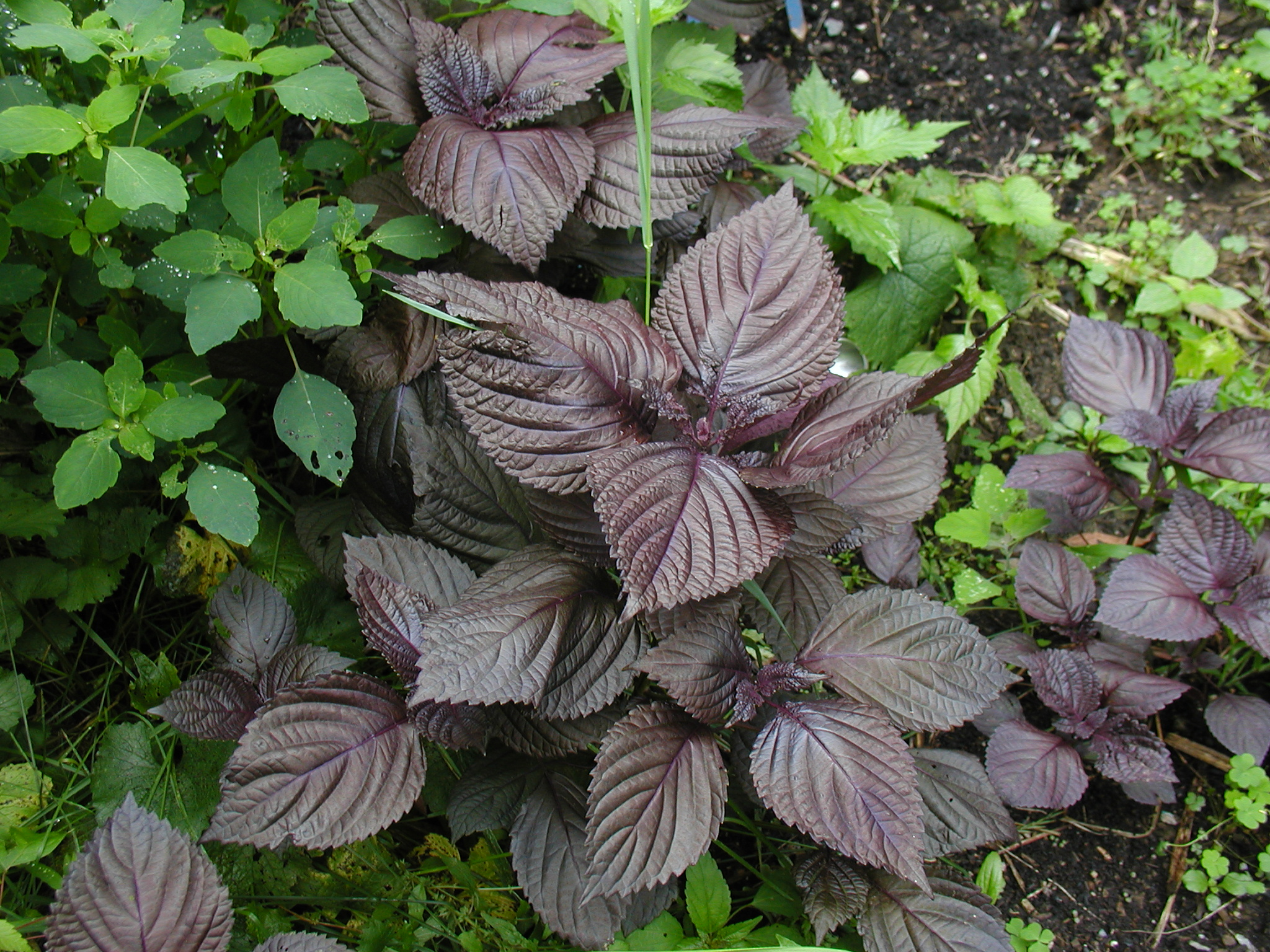
Perilla frutescens, rotblättrige Form

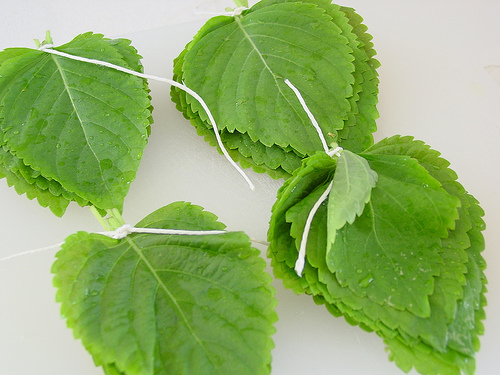
Zum Einlegen vorbereitete Perillablätter für koreanische Küche

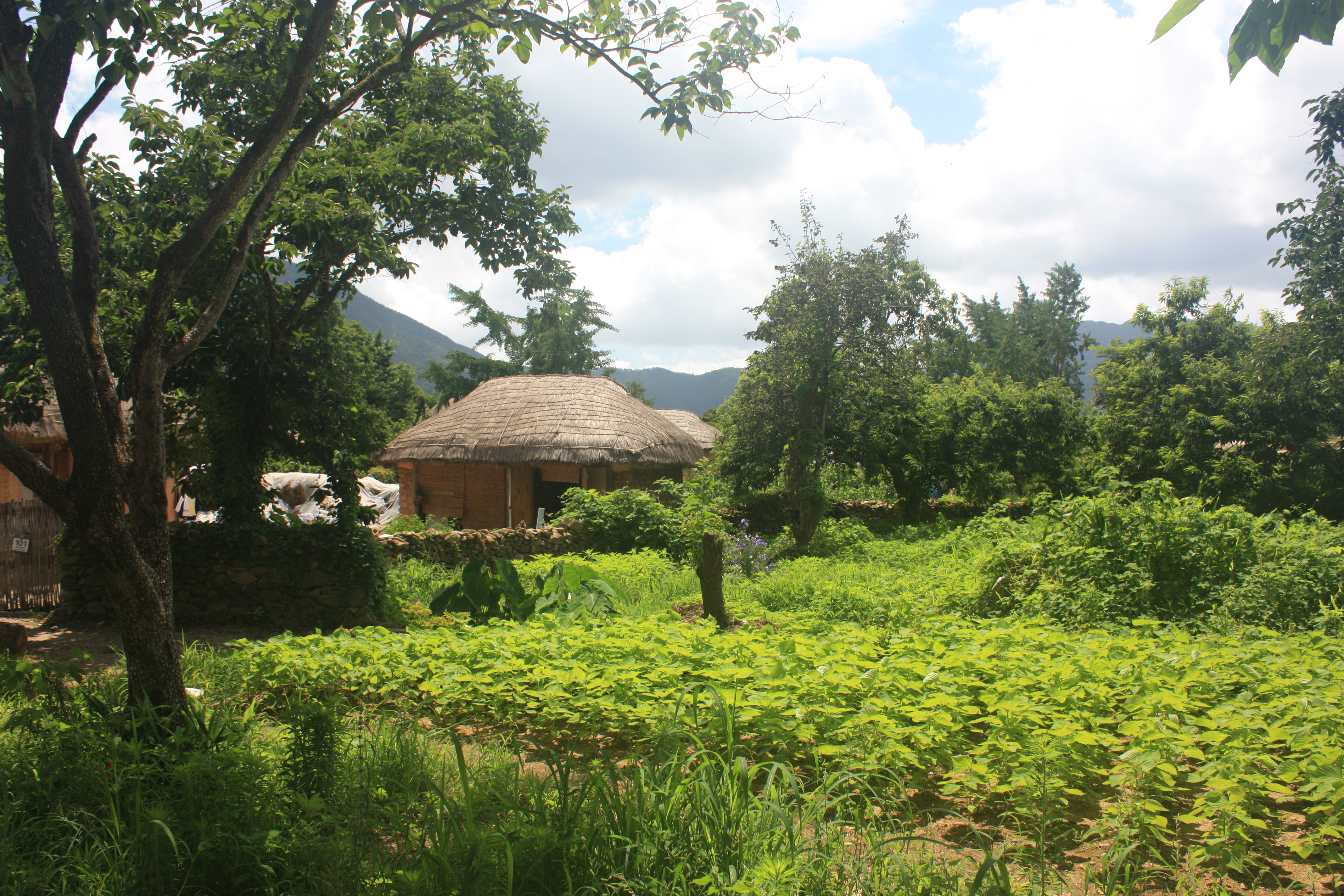
Perilla, angebaut in Naganeupsong, Jeollanam-do, Korea

Perilla frutescens wurde zuerst von Linné als Ocimum frutescens beschrieben. Im Laufe der Zeit kamen weitere Synonyme auf: Dentidia nankinensis Lour., Perilla arguta Benth., Perilla nankinensis (Lour.) Decne., Perilla ocymoides L.
Es ist unklar, ob die Gattung nur aus der Art Perilla frutescens und ihren Varietäten besteht oder ob diese als eigene Arten zu werten sind. Als Unterscheidungsmerkmale werden hauptsächlich die Zähnung, Form und Oberfläche der Blätter sowie die Form und Behaarung der Tragblätter und des Kelches herangezogen. Weiterhin gibt es diploide und tetraploide Gruppen von Pflanzen. Eine Klärung der Systematik wird durch die vielen Kultursorten erschwert.
Es gibt folgende Varietäten:
- Perilla frutescens var. crispa (Bentham) Deane ex Bailey: Die Chromosomenzahl beträgt 2n = 40.[4] Sie kommt in Japan vor.[2]
- Perilla frutescens (L.) Britton var. frutescens: Die Chromosomenzahl beträgt 2n = 40.[4] Sie kommt von Pakistan bis ins fernöstliche asiatische Russland vor.[2]
- Perilla frutescens var. hirtella (Nakai) Makino (Syn.: Perilla hirtella Nakai): Sie kommt in Japan und in Korea vor.[2]
- Perilla frutescens var. purpurascens (Hayata) H.W.Li. Sie ist nach R. Govaerts zu Perilla frutescens var. frutescens zu stellen.[2]